# 52 до н. е.

## Події
- 25 лютого — всупереч звичаям, римський полководець Помпей обраний на 52-й рік «консулом без колеги». Сенат схвалив цей надзвичайний захід, доручивши йому відновити у Римі порядок після кривавих сутичок під час виборчої кампанії
- Вересень — битва при Алезії між римською армією під командуванням Гая Юлія Цезаря і галльською армією під командуванням Верцингеторикса, розгром галлів.

## Померли
- 18 січня — Публій Клодій Пульхр, політичний діяч Римської республіки.
- Седулл — вождь кельтського племені лемовіків (сучасні області Лумизен та Пуатьє, Франція), союзник Верцингеторикса.